# Plopsa TV
Plopsa TV was een televisieprogramma op de Waalse zender Club RTL. Plopsa TV was dagelijks te zien.
Plopsa TV startte in juni 2007. Het wordt gepresenteerd door Fred et Samson. In Plopsa TV werden filmpjes en videoclips van Studio 100 uitgezonden. Het was een Franse versie van De wereld is mooi. Vanaf 9 april 2011 werd Plopsa TV vervangen door Studio 100 Club

## Figuren
- Fred et Samson (2007-2011): Clips
- Lutin Plop (2007-2011): Clips en afleveringen
- Wizzy en Woppy (2007-2011): Afleveringen
- Piet le piraat (2010-2011): Clips en afleveringen
- Bumba (2007-2011): Afleveringen

## Trivia
- Mega Mindy werd los van dit programma uitgezonden.